# Ärtgallmygga
Ärtgallmygga (Contarinia pisi) är en tvåvingeart som först beskrevs av Johannes Winnertz 1854.  Contarinia pisi ingår i släktet Contarinia och familjen gallmyggor. Inga underarter finns listade i Catalogue of Life.
Ärtgallmyggans vita larver lever på ärtväxer, där de genom sina angrepp får ärtbaljorna att skrumpna och bli tunnväggiga och ärtorna att utvecklas dåligt.